# Якопич, Рихард
Рихард Якопич (словен. Rihard Jakopič; 12 апреля 1869, Краково (Любляна) — 21 апреля 1943, Любляна) — словенский художник, один из четырёх (наряду с Иваном Грохаром, Матией Ямой и Матеем Стерненом) крупнейших представителей словенского импрессионизма, игравший в этом движении лидирующую роль.
Портрет Рихарда Якопича был помещён на банкноту 100 толаров образца 1992 года (последние банкноты Словении перед переходом на евро).

## Биография
Родился в предместье Любляны, входившей тогда в Австро-Венгерскую империю, в семье богатого купца. Учился в школе в Любляне, затем полностью посвятил себя занятиям живописью. В 1887 году поступил в Академию изобразительных искусств в Вене. Проучился там два года, затем переехал в Мюнхен и поступил в академию художеств. После двух семестров он остался недоволен системой обучения и в 1891 году поступил в художественную школу, только что основанную словенским художником Антоном Ажбе. Эта школа фактически собирала всех талантливых студентов живописи словенского происхождения, так как возможностей для обучения в самой Словении они не имели. В кругу Ажбе Якопич познакомился к поступившими в школу позже него Ямой, Грохаром и Стерненом. Якопич проучился в школе Ажбе два года, но сохранял близкие отношения с Ажбе и каждую зиму приезжал в Мюнхен вплоть до смерти последнего в 1905 году. С 1892 года каждое лето он проводил в Словении.

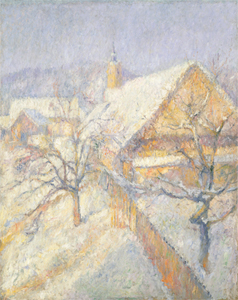
«Зима» (1906), Национальная галерея, Любляна

С самого возникновения группы словенских импрессионистов Якопич играл в ней ведущую роль. Впервые четыре художника выставлялись вместе на первой Выставке словенского искусства в Любляне в 1900 году. После этого Якопич и Яма стали регулярно писать на пленэре в деревне Странска-Вас. В 1902 году на второй Выставке словенского искусства импрессионисты вчетвером выступили как консолидированная группа, но не имели успеха у публики и критики. В дальнейшем они выставлялись в основном за пределами Словении. В 1904 году выставка в Вене имела огромный успех, не только у художественной критики, но и у словенского литературного движения во главе с Иваном Цанкаром и Отоном Жупанчичем. После этой выставки Якопич, Грохар, Яма и Стернен формально объединились в группу, которую назвали «Свободное сообщество группы художников Сава». До начала Первой мировой войны они выставлялись под этим названием: в 1904 году в Белграде, 1906 — в Софии, 1907 — в Триесте, 1908 — в Загребе, Варшаве и Кракове, в 1911 — в Риме.
С лета 1902 по ноябрь 1908 года Якопич жил в городе Шкофья-Лока в центральной Словении, где к нему присоединились Грохар и Стернен. Все трое ежедневно занимались пленэрной живописью и ежедневно встречались в кафе, обсуждая картины и читая журналы «Simplizissimus» и «Jugend». Шкофья-Лока играет в истории словенской живописи примерно ту же роль, что Барбизон — в истории живописи французской.
В ноябре 1906 года Якопич переехал в Любляну и поселился по адресу Нови-Трг, 2, где и жил до своей смерти в 1943 году. В 1906 году он и Стернен основали частную художественную школу в Любляне, однако в скором времени группа импрессионистов начала распадаться, Яма уехал за границу, Стернен отдалился от группы и в 1907 году оставил художественную школу, и лишь Грохар оставался до своей смерти в 1911 году близок Якопичу. В 1908 году Якопич построил выставочный павильон в Любляне (снесён в 1961 году), в надежде вырастить новое поколение словенских художников. Хотя группа «Сава» пережила некоторый подъём после Первой мировой войны, с выставками вплоть до 1922 года, в середине 1920-х годов она распалась окончательно, после чего явление словенского импрессионизма перестало существовать.

## Творчество

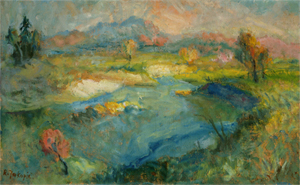
Вечер на Саве (1926), Национальная галерея, Любляна

Якопич говорил, что его привели к импрессионизму туманы Любляны, создававшие особое видение пейзажа. В Мюнхене он имел возможность познакомиться с работами немецких импрессионистов, прежде всего Либермана, Коринта и Слефогта, а также шведа Андерса Цорна и произведшего на всех словенских импрессионистов глубокое впечатление своим стилем итальянца Джованни Сегантини. Лишь позже он смог познакомиться с творчеством французских импрессионистов, и прежде всего Моне, Писсарро и Сислей существенно повлияли на его собственное творчество. К моменту начала творческой деятельности Якопича импрессионизм во Франции давно сменился другими художественными стилями и не существовал как живое художественное течение, поэтому обращение его к импрессионизму можно рассматривать как в своём роде «возвращение к истокам».
Творчество Якопича можно приблизительно разделить на три периода:
- Натуралистический импрессионизм (Мюнхен, Любляна и Шкофья-Лока, до 1906 года). По его собственному выражению, импрессионизм является аккуратным воспроизведением природы на холсте посредством персонального восприятия художника через свет и цвет. В этот период преобладают лирические пейзажи.
- Реалистический импрессионизм (Шкофья-Лока и Любляна, 1906—1917). Большее внимание уделяется фигурным композициям, произведения становятся более интеллектуально наполненными.
- Цветовой экспрессионизм (Любляна, 1917—1943). Якопич рассматривает живопись как интерпретацию художника идей его предметов. Одни и те же сюжеты, написанные по памяти, многократно повторяются в различных цветовых вариантах. После 1935 года Якопич пишет почти исключительно натюрморты с цветами.

Из группы словенских импрессионистов Якопичу были наиболее близки стиль и видение действительности Ивана Грохара, в то время как Яма и Стернен рассматривали живопись не как способ отражения реальности, а как выражение собственных идей художника.
Подавляющее большинство работ художника находится в Словении, многие в Национальной галерее в Любляне.